# La Tablita del Tártaro

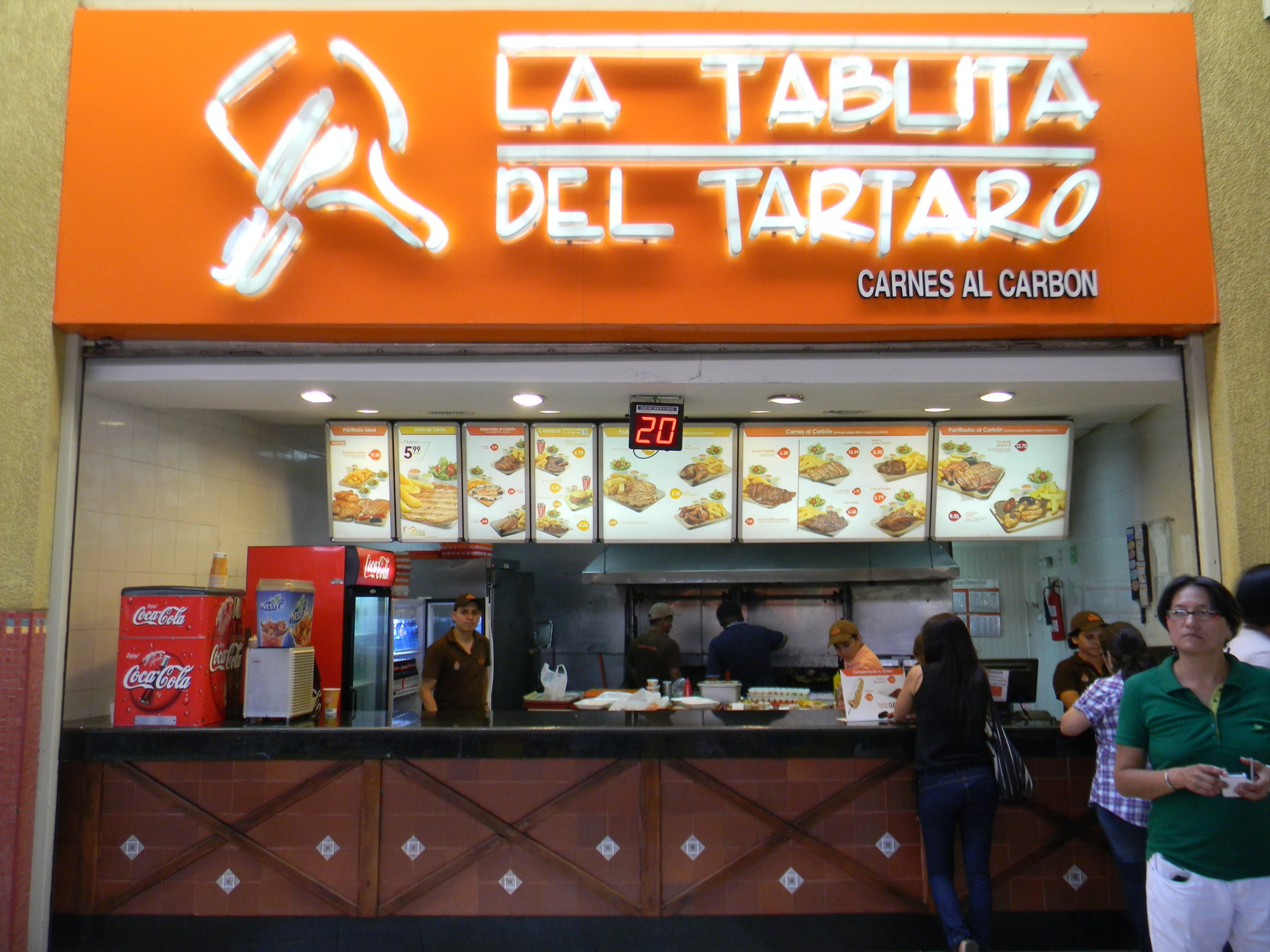
Local de La Tablita del Tártaro en Mall del Sur, Guayaquil.

La Tablita del Tártaro es una de las cadenas de restaurantes más grandes de Ecuador, especializada en parrilladas. Se inició en la ciudad de Quito en 1996. La cadena es famosa por servir todos los pedidos sobre una tabla de madera. En junio de 2012 entró a la bolsa de valores.
Hasta finales del 2013, la cadena contaba con 31 locales en todo el país. El más grande de los mismos se ubica en la ciudad de Guayaquil.